# Mota del Marqués
Mota del Marqués es un municipio de España, situado en la provincia de Valladolid, en la comunidad autónoma de Castilla y León. Cuenta con una población de 330 habitantes (INE 2024).

## Geografía
Se ubica en una de las estribaciones occidentales de los montes Torozos, comarca a la que pertenece, a orillas del río Bajoz. Atravesado por la autovía del Noroeste entre los pK 200 y 208, dista 44 km de la capital vallisoletana. El terreno del término municipal está determinado por los montes Torozos y otras pequeñas elevaciones aisladas sobre el resto del terreno llano. El municipio se alza a 737 m sobre el nivel del mar, aunque se alcanzan más de 800 m en las zonas más elevadas. 
| Noroeste: Tiedra           | Norte: Tiedra, San Cebrián de Mazote                                   | Noreste: San Cebrián de Mazote          |
| Oeste: Tiedra, Villalbarba |                                                                        | Este: Adalia                            |
| Suroeste: Villalbarba      | Sur: Villalbarba (exclave), Villalar de los Comuneros, Pedrosa del Rey | Sureste: Vega de Valdetronco y Marzales |

## Historia

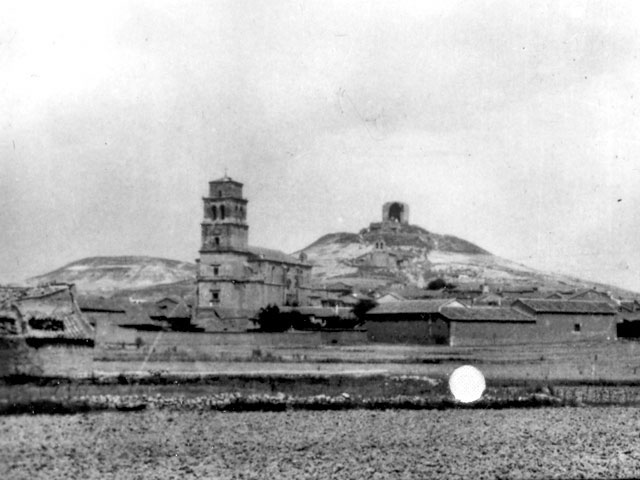
Vista panorámica, mitad

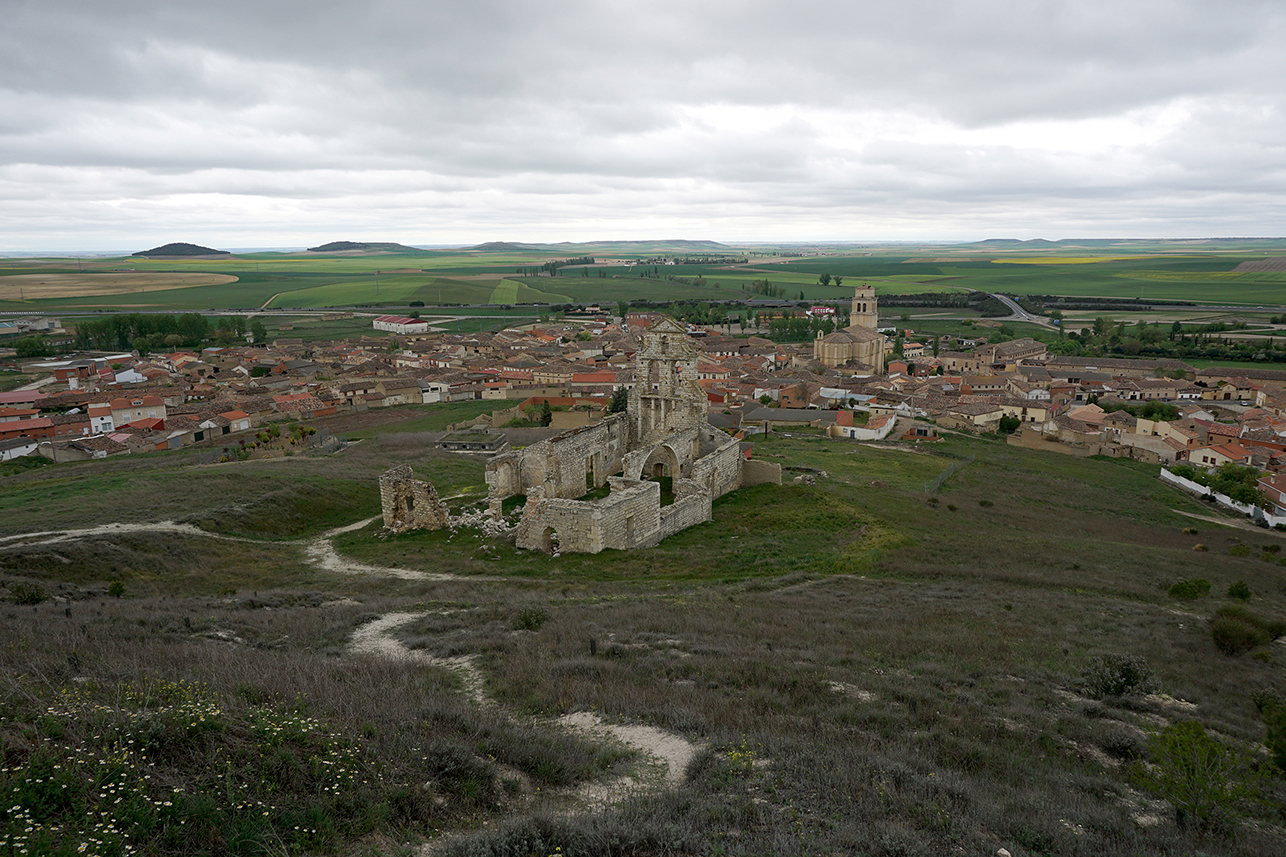
Vista de Mota del Marqués desde la base de su castillo (2015). En primer plano restos de la iglesia de El Salvador

En el término municipal de Mota del Marqués se han hallado restos de la Edad del Bronce y de la del Hierro, así como vestigios romanos. 
El nombre Mota del Marqués hace referencia a que el municipio está ubicado en la falda de un cerro (mota) donde se alzan los restos del castillo. Su primitivo nombre fue Santibáñez de Mota. Esta denominación proviene de la iglesia del municipio, la cual en el  s. XIII d. C. pasó a llamarse de San Juan.
Mota del Marqués fue cedida en 1222 a la Encomienda de la Orden de los Caballeros Teutónicos de Prusia por Beatriz de Suabia, la esposa de Fernando III el Santo.
En el siglo XIV, Alfonso XI la donó a Juan Alonso de Benavides. En el siglo XV los sucesores de este la vendieron a Rodrigo de Ulloa, contador mayor de los Reyes Católicos y alcalde de la fortaleza de Toro, por lo que la villa pasó a llamarse La Mota de Toro.
El municipio recibió en 1480, de manos de los Reyes Católicos, la merced de un mercado franco todos los jueves para contribuir a su engrandecimiento.
A finales del siglo XVI, Felipe II concedió a Rodrigo de Ulloa el título de marqués, con lo que la villa pasó a llamarse La Mota del Marqués. En el siglo XVIII, el municipio fue agregado a la provincia de Valladolid y el marquesado recayó en la casa de Alba.
En 1821 nació en el municipio el que luego sería diputado, farmacéutico, escritor y periodista Pedro Calvo Asensio, quien fundó y dirigió el periódico liberal y progresista La Iberia.
A finales del siglo XIX el duque de Alba vendió el municipio al marqués de Viesca de la Sierra, que se convirtió en su nuevo propietario.

## Geografía humana

### Demografía
Cuenta con una población de 330 habitantes (INE 2024).
| Gráfica de evolución demográfica de Mota del Marqués entre 1842 y 2021                                                |
| |
| Población de derecho según los censos de población del INE. Población de hecho según los censos de población del INE. |

## Patrimonio

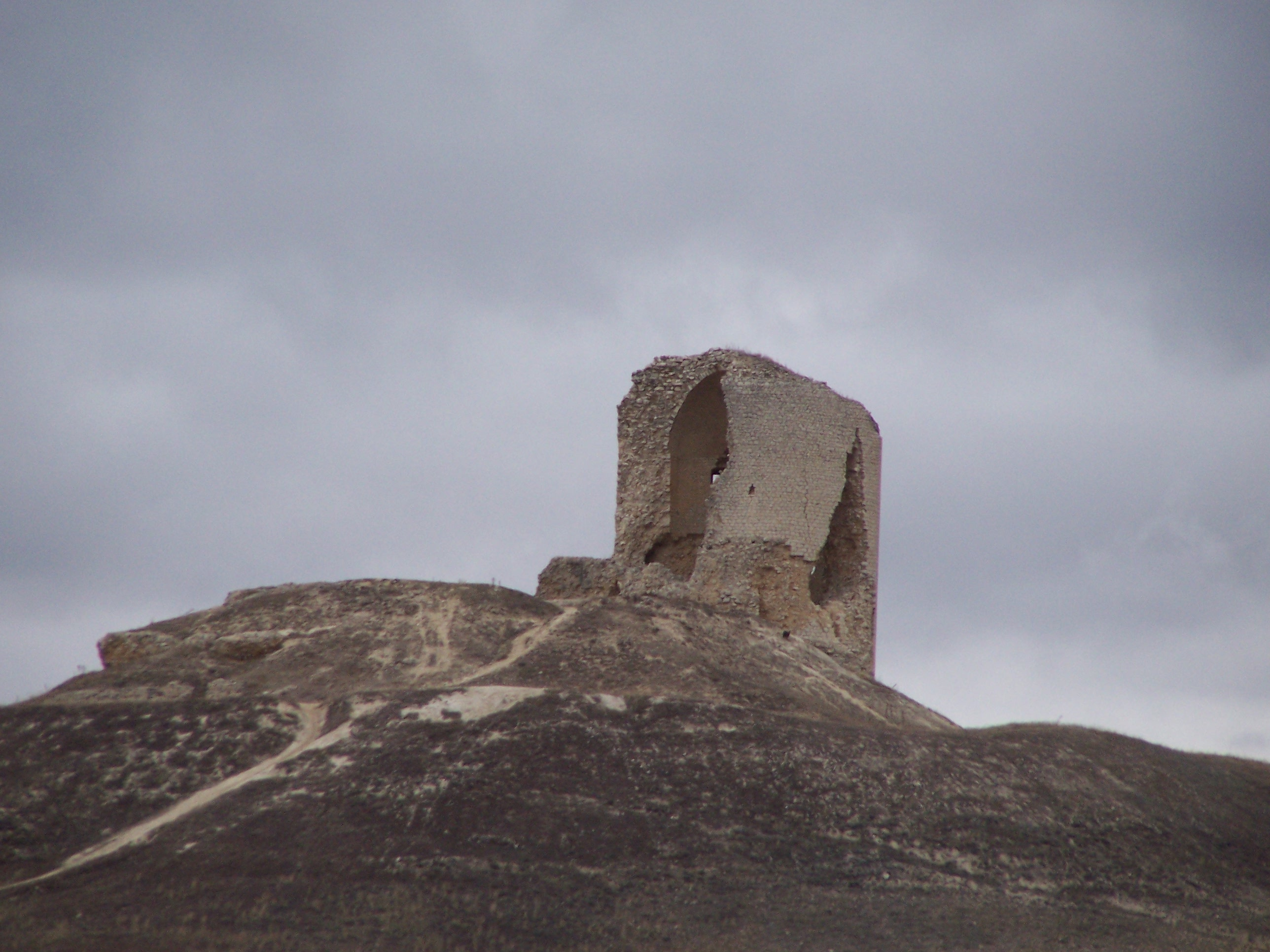
Restos del Castillo de Mota del Marqués

- Castillo de Mota del Marqués: destruido por los franceses, tan solo se conservan vestigios de la muralla que lo amparaba y un torreón, que está en ruinas. Perteneciente a una familia que residió en la localidad, la familia Hormias.
- Iglesia de San Martín: construida por Rodrigo Gil de Hontañón durante el siglo XVI, por lo que sigue un estilo gótico, con influencias renacentistas.

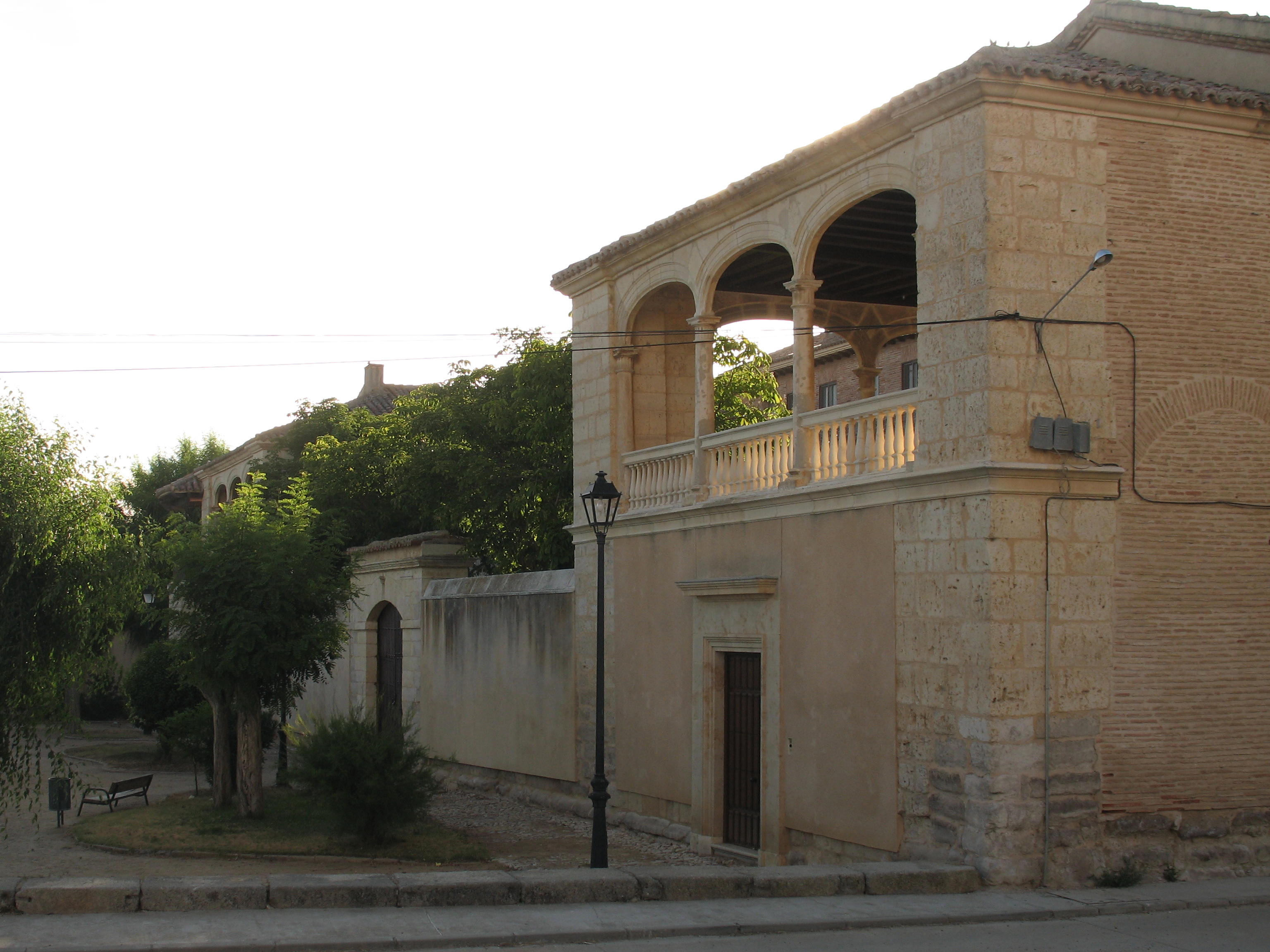
Palacio de los Ulloa

- Palacio de los Ulloa: construido en el siglo XVI, es de estilo renacentista.

- Ermita de Castellanos.
- Ermita del Cristo.

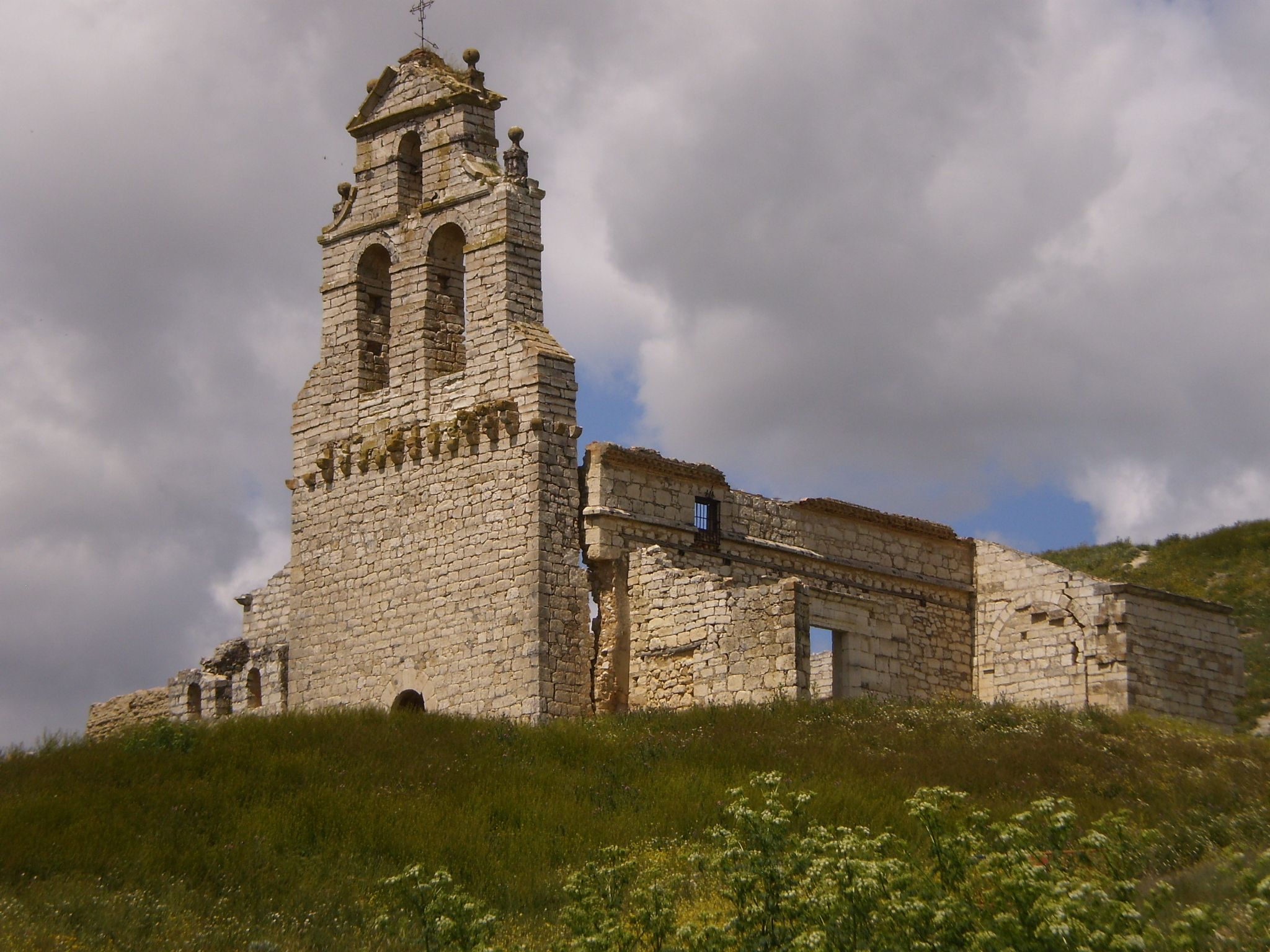
Ruinas de la iglesia del Salvador

- Iglesia del Salvador: construida en el siglo XVI, se cuenta que una de las verjas de esta iglesia se encuentra en la ciudad de Nueva York.[cita requerida]
- Fuente de la Plaza.

## Fiestas
La fiesta más importante de Mota del Marqués se celebra el día 8 de septiembre, en honor de la Virgen Nuestra Señora de los Castellanos. Durante esos días hay bailes, festejos taurinos y encierros por el campo y por las calles del pueblo. El día más importante es el día de la Virgen, que se celebra con una misa en la ermita. Los jóvenes del pueblo cantan la misa castellana y van vestidos con el traje típico de castellano/a. Al finalizar la misa, todo el pueblo reza, cantando, a la virgen La Salve.